# Djupträsket (Töre socken, Norrbotten, 734705-180004)
Djupträsket är en sjö i Kalix kommun i Norrbotten och ingår i Töreälvens huvudavrinningsområde. Sjön är 9 meter djup, har en yta på 0,0885 kvadratkilometer och är belägen 132,1 meter över havet.

## Delavrinningsområde
Djupträsket ingår i det delavrinningsområde (734835-179983) som SMHI kallar för Mynnar i Töreälven. Medelhöjden är 118 meter över havet och ytan är 11,62 kvadratkilometer. Räknas de 2 avrinningsområdena uppströms in blir den ackumulerade arean 40,54 kvadratkilometer. Småträskån som avvattnar avrinningsområdet har biflödesordning 2, vilket innebär att vattnet flödar genom totalt 2 vattendrag innan det når havet efter 29 kilometer. Avrinningsområdet består mestadels av skog (84 procent) och sankmarker (13 procent). Avrinningsområdet har 0,21 kvadratkilometer vattenytor vilket ger det en sjöprocent på 1,8 procent.